# Sophomore

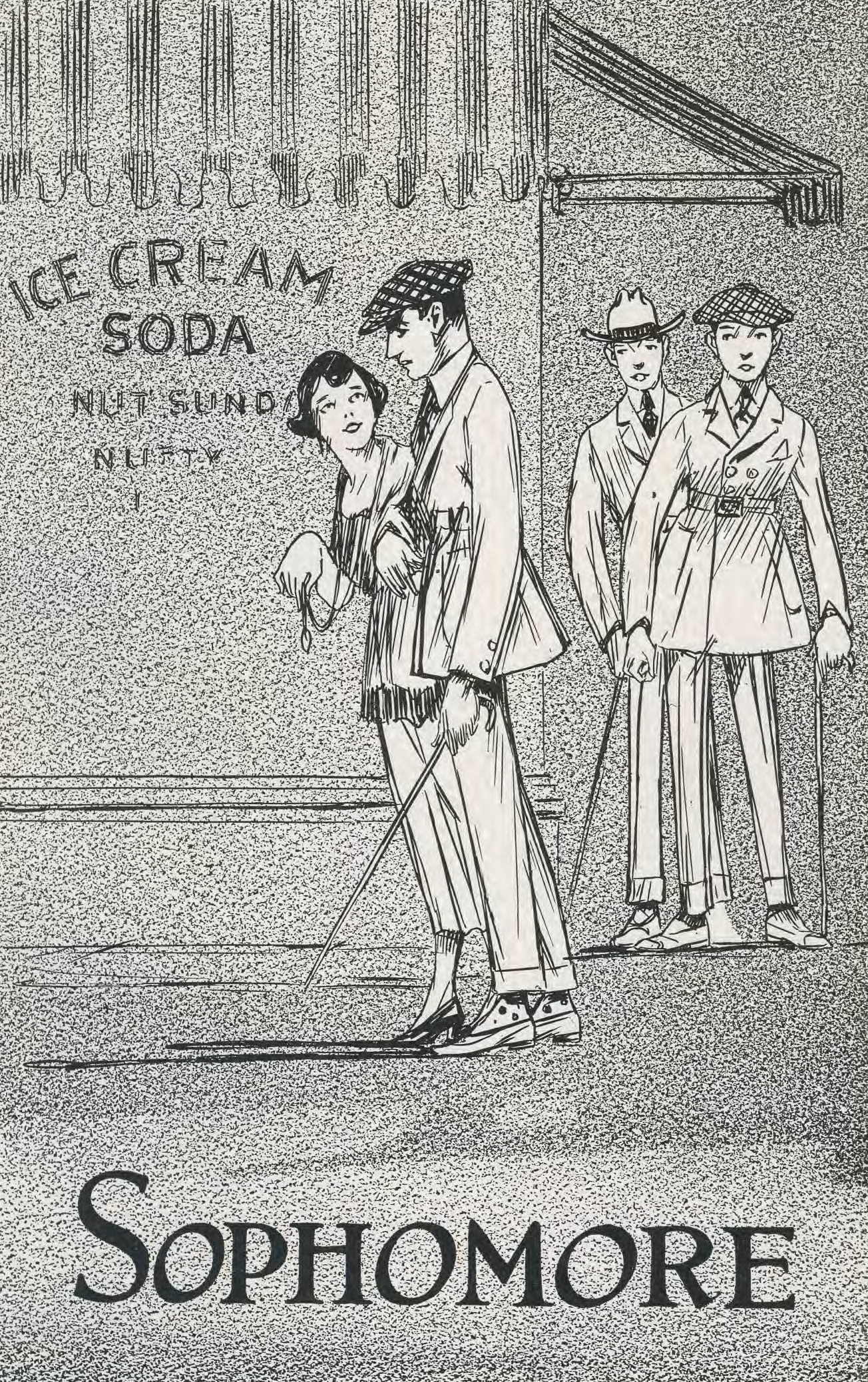
Ilustración de alumnos sofomoros en un anuario, 1920.

Sophomore (o sofomoro) es un término utilizado en los Estados Unidos para describir a un estudiante en el segundo año de estudio (generalmente se refiere a estudios de instituto terciario o universidad).  
La palabra también es usada como sinónimo de "segundo", por ejemplo, el segundo álbum o EP grabado por un músico o grupo, la segunda película de un director, o la segunda temporada de un deportista profesional.

## Etimología
El término "sophomore" proviene del griego σόφισμα (sofisma, “ha adquirido la habilidad, el dispositivo inteligente, el método” ), que a su vez viene de "σοφίζω" (sophizo, "convertirse en sabio, para instruir"), y la ortografía original en inglés era Sophumer,
el cual es similar al participio presente sophuming, que se convirtió en sophum. Sophum es una variante obsoleta de sophism, que finalmente procede del griego σοφός (sophos), significando "sabiduría, habilidad, inteligencia"  (consultar Σοφία). Sophomore, como palabra inglesa, se estableció en el siglo XVII.
Pero no fue hasta 1726 que la ortografía se estableció en los Estados Unidos significando estudiante de segundo año. Otra teoría sostiene que el término sophomore es probablemente un compuesto de σοφός (sophos), "inteligencia" + μωρός (moros), "tonto, aburrido".